# 発電用施設周辺地域整備法
発電用施設周辺地域整備法（はつでんようしせつしゅうへんちいきせいびほう、昭和49年6月6日法律第78号）は、発電施設等立地地域の振興に関する日本の法律である。
電源三法の一つ。

## 目的と規定
発電用施設の周辺の地域における公共用の施設の整備その他の住民の生活の利便性の向上及び産業の振興に寄与する事業を促進することを目的としている。
発電用施設設置地点周辺の市町村の区域における公共用施設整備計画、公共用施設整備計画関連交付金の交付、中小企業信用保険法の特例などが規定されている。

## 電源三法交付金の交付根拠
（交付金）
第七条 　国は、予算の範囲内において、政令で定めるところにより、地方公共団体（港湾法 （昭和二十五年法律第二百十八号）第四条第一項 の規定による港務局を含む。次条において同じ。）に対し、同意公共用施設整備計画に基づく事業に係る経費に充てるため、交付金を交付することができる。